# Henry Potter
Henry "Harry" Potter (Saint Louis, Missouri, 4 d'octubre de 1881 - Nova York, 24 de gener de 1955) va ser un golfista estatunidenc que va competir a primers del segle xx.
El 1904 va prendre part en els Jocs Olímpics de Saint Louis, on guanyà la medalla de plata en la prova per equips del programa de golf, com a membre de l'equip Trans-Mississippi Golf Association. En la prova individual quedà eliminat en setzens de final.
Era germà del també jugador de golf Clarkson Potter, que també participà en aquests Jocs.